# Shigeru Yokotani
Shigeru Yokotani (横谷 繁 Yokotani Shigeru?, nacido el 3 de mayo de 1987 en Hyogo) es un futbolista japonés que se desempeña como centrocampista.

## Trayectoria

### Clubes
| Club           | País  | Año         |
| -------------- | ----- | ----------- |
| Gamba Osaka    | Japón | 2006 - 2012 |
| Ehime FC       | Japón | 2008 - 2009 |
| Kyoto Sanga FC | Japón | 2013 - 2014 |
| Omiya Ardija   | Japón | 2015 -      |

## Estadística de carrera

### J. League
| Club           | Año   | J. League | J. League | Copa J. League | Copa J. League | Total | Total |
| Club           | Año   | Part.     | Goles     | Part.          | Goles          | Part. | Goles |
| -------------- | ----- | --------- | --------- | -------------- | -------------- | ----- | ----- |
| Gamba Osaka    | 2006  | 0         | 0         | 0              | 0              | 0     | 0     |
| Gamba Osaka    | 2007  | 0         | 0         | 2              | 0              | 2     | 0     |
| Ehime FC       | 2008  | 36        | 2         | -              | -              | 36    | 2     |
| Ehime FC       | 2009  | 45        | 6         | -              | -              | 45    | 6     |
| Gamba Osaka    | 2010  | 0         | 0         | 0              | 0              | 0     | 0     |
| Gamba Osaka    | 2011  | 11        | 0         | 0              | 0              | 11    | 0     |
| Gamba Osaka    | 2012  | 7         | 0         | 0              | 0              | 7     | 0     |
| Kyoto Sanga FC | 2013  | 37        | 11        | -              | -              | 37    | 11    |
| Kyoto Sanga FC | 2014  | 24        | 0         | -              | -              | 24    | 0     |
| Omiya Ardija   | 2015  | 38        | 8         | -              | -              | 38    | 8     |
| Omiya Ardija   | 2016  | 31        | 3         | 4              | 0              | 35    | 3     |
| Omiya Ardija   | 2017  | 23        | 1         | 5              | 0              | 28    | 1     |
| Total          | Total | 252       | 31        | 11             | 0              | 263   | 31    |